# Badia de Frobisher
La badia de Frobisher (en anglès Frobisher Bay) és una àmplia entrada de mar que forma part de l'estret de Davis i que està localitzada a la part sud-est de l'illa de Baffin, a l'àrtic canadenc. Administrativament pertany al territori autònom de Nunavut i la capital de Nunavut, Iqaluit (coneguda com a «Frobisher Bay» fins al 1987), es troba en les seves costes, al fons de la badia.
La badia de Frobisher porta el seu nom en honor del navegant anglès Martin Frobisher, que la va descobrir durant la seva expedició a la recerca del Pas del Nord-oest el 1576.

## Geografia
La badia de Frobisher està situada en un enclavament estratègic de les rutes marines àrtiques, just al nord de l'estret de Hudson, l'estret que dona accés a la badia de Hudson. De fet, molts dels primers navegants van confondre les dues aigües, ja que l'illa Resolution separa ambdós passos.
La badia de Frobisher té una longitud d'aproximadament 230 km i la seva amplada varia entre els 40 km, en la seva embocadura, fins als 20 km d'amplada mitjana en el seu interior. La badia té forma de con i està flanquejada per dues llargues penínsules: al nord-est, la península de Hall, i al sud-oest la península Meta Incognita.
A banda i banda de la boca hi ha dos grups d'illes d'una grandària mitjana situades a continuació de les penínsules: 
* A la part septentrional, davant península de Hall (que en aquest extrem es diu península de Blunt), illes Leffert, illa Loks Land, el grup de petites illes Harper i l'illa de Hall
* A la part meridional, al davant de la península Meta Incognita, el grup d'illes Lower Savege, separades de Meta Incognita per l'estret Annapolis; l'illa Resolution, separada del grup anterior d'illes per l'estret de Gabriel; i l'illa Edgell, separada d'illa Resolution per l'estret de Graves.
La forma d'embut de la badia és la causa de les grans variacions que hi tenen les marees, que a Iqaluit són cada dia d'entre 7 i 11 metres d'alçada. Aquesta forma es deu a la gran sortida glacera centrada sobre la conca Foxe durant la glaciació del Plistocè, que va treure la badia de la conca, ara inundada pel mar.

## Història

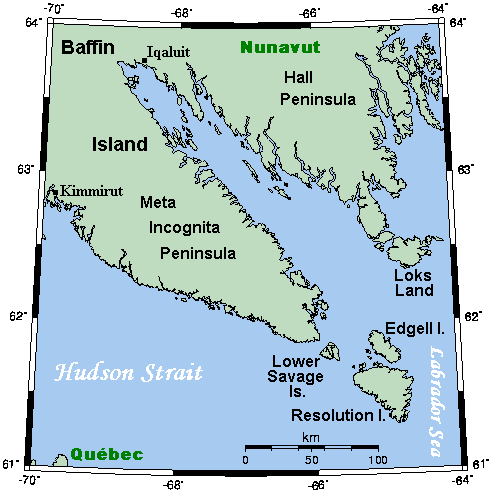
Badia de Frobisher i voltants

La badia porta el nom en honor del navegant anglès Martin Frobisher que, durant la seva expedició de 1576 a la recerca del Pas del Nord-oest, es va convertir en el primer europeu en visitara la zona. Va arribar amb un únic vaixell, el Gabriel, el 28 de juliol, gairebé amb seguretat a les costes de l'illa Resolution. En aquesta expedició Frobisher va tornar amb una pedra que es va creure podia contenir or (en realitat era una varietat de pirita), cosa que el va motivar en tornar.
El 17 de juliol de 1577, al capdavant d'una petita flota de tres vaixells, l'Aydé, el Gabriel i el Michael, hi va tornar. En aquesta ocasió va arribar al que el va anomenar Terra de Hall, a l'extrem septentrional de la boca de la badia de Frobisher. Uns dies més tard es va prendre possessió solemnement d'aquestes terres i de la part sud de la badia en nom de la reina.
Frosbisher hi va tornar per tercera vegada el 1578 amb la intenció d'organitzar una gran recollida de mineral a la zona, aquesta vegada al capdavant d'una nombrosa flota de 15 vaixells. Van intentar establir un assentament hivernal, però no se'n van sortir. En tornar a Anglaterra el mineral no va servir per a res i es va abandonar l'empresa.
Fins a 1861 es pensava que la badia era un estret que separava l'illa de Baffin d'una altra illa més petita, que seria l'actual península Meta Incognita.